# شهرستان فنگشین
شهرستان فنگشین (به لاتین: Fengxin County) یک منطقهٔ مسکونی در چین است که در یچان واقع شده‌است.